# Пирсон, Лестер
Лестер Боулс Пи́рсон (23 апреля 1897, Ньютонбрук, провинция Онтарио, Канада, — 27 декабря 1972, Оттава, Канада) — канадский политик, дипломат, историк, 14-й премьер-министр Канады (1963—1968), лауреат Нобелевской премии мира 1957 года.

## Биография
Родился в небогатой семье методистского священника ирландского происхождения. Получил образование в Торонтском и Оксфордском университетах.

### Дипломатическая служба
Карьеру начинал в дипломатической службе (с 1928 года), с 1941 года работал в МИД Канады, с 1945 года посол Канады в США, руководитель канадской делегации в ООН (1948—1952), председатель Генеральной Ассамблеи ООН (1952—1953). Ратовал за создание НАТО и участвовал в подписании Североатлантического пакта.
Лауреат Нобелевской премии мира 1957 года за усилия по мирному урегулированию Суэцкого кризиса. Тогда он выступил инициатором создания миротворческих сил ООН, способствовавших прекращению англо-французской агрессии и завершению арабо-израильской войны 1956 года.

### Депутат, министр, премьер
С 1948 года член парламента, депутат от Либеральной партии, работал в кабинете Луи Сен-Лорана заместителем, а затем и государственным секретарём по иностранным делам (министром иностранных дел). После разгромного поражения либералов на выборах 1958 года стал главой партии.
После парламентских выборов 1963 года сформировал либеральное правительство меньшинства при парламентской поддержке вначале шести депутатов от Партии социального кредита, а затем — фракции Новой демократической партии.
Наряду с Томми Дугласом и другими политиками регионального уровня считается одним из создателей современной системы социального обеспечения Канады, в частности гарантирования 40-часовой рабочей недели и двухнедельного оплачиваемого отпуска, введения новой минимальной зарплаты, федеральной программы всеобщего здравоохранения за счёт государства, Канадской пенсионной программы и государственных студенческих займов. При нём был принят закон, фактически отменявший в стране смертную казнь.
Премьер Пирсон ввёл в обращение канадский флаг (с красным кленовым листом), а также гимн. Всё это, равно как и празднование 100-летия Канадской конфедерации в 1967 году, свидетельствовало о росте национального самосознания.
Столкнувшись с политическим кризисом в провинции Квебек, вызванным франкоканадским сепаратизмом, проводил политику «кооперативного федерализма», создав королевскую комиссию по двуязычию и бикультурализму, а также сделав ряд уступок Квебеку. При Пирсоне произошёл и скандальный визит президента де Голля, когда тот произнёс знаменитую речь «Да здравствует свободный Квебек!».
Хотя Пирсон пришёл к власти с более проамериканской программой, чем его консервативный оппонент Дифенбейкер (который высказывался против размещения в Канаде американского ядерного оружия), и первым делом заключил в 1963 году соглашение с США об оснащении канадских зенитных ракетных комплексов CIM-10 Bomarc американскими ядерными боеголовками и о размещении ядерного оружия на территории Канады, но в целом он пытался вести независимую от Вашингтона политику. Так, Пирсон противился вовлечению Канады во Вьетнамскую войну, а его правительство впервые ввело обложение дополнительным налогом доходов компаний, находящихся под контролем иностранного капитала.
В декабре 1967 года объявил об уходе из политики; его преемником в роли лидера Либеральной партии и главы правительства стал молодой и энергичный Пьер Эллиот Трюдо. Вскоре Пирсон принял преподавательскую должность в Карлтонском университете в Оттаве, а в августе 1968 года был привлечён к комиссии Всемирного банка для выработки долгосрочного плана помощи развивающимся странам.
Его именем назван аэропорт Торонто — крупнейший аэропорт в Канаде.